# Primera División (Chile) 1981
Die Primera División 1981, auch unter dem Namen 1981 Campeonato Nacional de Fútbol Profesional bekannt, war die 49. Saison der Primera División, der höchsten Spielklasse im Fußball in Chile.
Die Meisterschaft gewann das Team von CSD Colo-Colo, das sich damit für die Copa Libertadores 1982 qualifizierte. Es war der erste Meisterschaftstitel für den Klub. Zudem qualifizierte sich auch CD Cobreloa für die Copa Libertadores, das sich in der Liguilla und dem Entscheidungsspiel durchsetzen konnte. Der vier Tabellenletzten Deportivo Ñublense, Everton, Deportes Concepción und San Luis de Quillota stiegen in die zweite Liga ab. Die Copa Polla Gol 1981 gewann Meister CSD Colo-Colo und holte somit das erste Double der Geschichte im professionellen chilenischen Fußball.

## Modus
Die Anzahl der Klubs wurde in dieser Saison von 18 auf 16 reduziert. Die 16 Teams spielen jeder gegen jeden mit Hin- und Rückspiel. Meister ist die Mannschaft mit den meisten Punkten und qualifiziert sich für die Copa Libertadores. Bei Punktgleichheit entscheidet ein Entscheidungsspiel um die bessere Position, wenn es um die Meisterschaft oder um den Klassenerhalt geht. In den anderen Fällen entscheidet das Torverhältnis. Die letzten vier Teams der Tabelle steigen in die zweite Liga ab. Die zwei Teams auf den Plätzen 11 und 12 spielen eine Relegationsliguilla mit zwei Zweitligisten, von denen in der kommenden Saison die beiden besten Teams erstklassig spielen, die anderen beiden Teams zweitklassig. Die Vereine auf den Tabellenplätzen 2 bis 5 spielen eine Liguilla um den zweiten Startplatz der Copa Libertadores. Bei Punktgleichheit gibt es ein Entscheidungsspiel. Für den Pokalsieg gibt es 2 Bonuspunkte, die drei weiteren Halbfinalisten erhalten 1 Bonuspunkt in der Ligatabelle.

## Teilnehmer
Für die Absteiger Green Cross Temuco, Santiago Wanderers, Lota Schwager, Coquimbo Unido und CD Aviación spielen Aufsteiger Deportivo Ñublense, San Luis de Quillota und Deportes La Serena in dieser Primera División-Saison. Folgende Vereine nahmen daher an der Meisterschaft 1981 teil:
| Mannschaft           | Stadt             |
| -------------------- | ----------------- |
| Audax Italiano       | Santiago de Chile |
| CD Cobreloa          | Calama            |
| CSD Colo-Colo        | Santiago de Chile |
| Deportes Concepción  | Concepción        |
| Deportes Iquique     | Iquique           |
| Deportes La Serena   | La Serena         |
| Everton              | Viña del Mar      |
| CD Magallanes        | Santiago de Chile |
| Naval de Talcahuano  | Talcahuano        |
| CD O’Higgins         | Rancagua          |
| Deportivo Ñublense   | Chillán           |
| CD Palestino         | Santiago de Chile |
| San Luis de Quillota | Quillota          |
| Unión Española       | Santiago de Chile |
| Universidad Católica | Santiago de Chile |
| Universidad de Chile | Santiago de Chile |

## Tabelle
| Pl.                       | Verein                   | Sp. | S  | U  | N  | Tore    | Diff. | Punkte |
| ------------------------- | ------------------------ | --- | -- | -- | -- | ------- | ----- | ------ |
| 1.                        | CSD Colo-Colo (2)        | 30  | 19 | 8  | 3  | 063:220 | +41   | 48     |
| 2.                        | CD Cobreloa (M)          | 30  | 20 | 6  | 4  | 053:210 | +32   | 46     |
| 3.                        | Universidad de Chile     | 30  | 16 | 8  | 6  | 050:340 | +16   | 40     |
| 4.                        | Unión Española (1)       | 30  | 12 | 10 | 8  | 044:320 | +12   | 35     |
| 5.                        | Naval de Talcahuano      | 30  | 11 | 11 | 8  | 046:340 | +12   | 33     |
| 6.                        | CD Magallanes            | 30  | 12 | 8  | 10 | 045:390 | +6    | 32     |
| 7.                        | Audax Italiano (1)       | 30  | 10 | 10 | 10 | 042:400 | +2    | 31     |
| 8.                        | Universidad Católica     | 30  | 11 | 8  | 11 | 041:330 | +8    | 30     |
| 9.                        | Deportes La Serena (N)   | 30  | 10 | 9  | 11 | 040:490 | −9    | 29     |
| 10.                       | CD O’Higgins             | 30  | 9  | 9  | 12 | 040:440 | −4    | 27     |
| 11.                       | CD Palestino             | 30  | 7  | 12 | 11 | 032:360 | −4    | 26     |
| 12.                       | Deportes Iquique (P)     | 30  | 9  | 8  | 13 | 043:530 | −10   | 26     |
| 13.                       | San Luis de Quillota (N) | 30  | 8  | 9  | 13 | 038:500 | −12   | 25     |
| 14.                       | Deportes Concepción      | 30  | 7  | 10 | 13 | 033:460 | −13   | 24     |
| 15.                       | Everton (1)              | 30  | 5  | 12 | 13 | 036:600 | −24   | 23     |
| 16.                       | Deportivo Ñublense (N)   | 30  | 2  | 6  | 22 | 017:700 | −53   | 10     |
| Quelle: , Stand: Endstand |                          |     |    |    |    |         |       |        |

| (M) | Vorjahresmeister |
| (P) | Pokalsieger      |
| (N) | Aufsteiger       |

## Beste Torschützen
| Rang | Spieler              | Klub                 | Tore |
| ---- | -------------------- | -------------------- | ---- |
| 1    | Carlos Caszely       | CSD Colo-Colo        | 20   |
| 2    | Víctor Cabrera       | San Luis de Quillota | 16   |
|      | Luis Marcoleta       | CD Magallanes        | 16   |
| 4    | Severino Vasconcelos | CSD Colo-Colo        | 15   |
| 5    | Jorge Aravena        | Naval de Talcahuano  | 14   |
|      | Miguel Ángel Gamboa  | Universidad de Chile | 14   |

## Liguilla um die Copa Libertadores
| Pl. | Verein               | Sp. | S | U | N | Tore    | Diff. | Punkte |
| --- | -------------------- | --- | - | - | - | ------- | ----- | ------ |
| 1.  | CD Cobreloa (M)      | 3   | 2 | 1 | 0 | 007:500 | +2    | 05     |
| 2.  | Universidad de Chile | 3   | 2 | 0 | 1 | 004:300 | +1    | 04     |
| 3.  | Naval de Talcahuano  | 3   | 1 | 0 | 2 | 002:300 | −1    | 02     |
| 4.  | Unión Española       | 3   | 0 | 1 | 2 | 004:600 | −2    | 01     |

## Relegationsliguilla
| Pl. | Verein                   | Sp. | S | U | N | Tore    | Diff. | Punkte |
| --- | ------------------------ | --- | - | - | - | ------- | ----- | ------ |
| 1.  | CD Palestino (1)         | 3   | 2 | 1 | 0 | 004:200 | +2    | 05     |
| 2.  | Deportes Iquique (1)     | 3   | 1 | 2 | 0 | 007:600 | +1    | 04     |
| 3.  | Deportes Antofagasta (2) | 3   | 0 | 2 | 1 | 004:500 | −1    | 02     |
| 4.  | Coquimbo Unido (2)       | 3   | 0 | 1 | 2 | 004:600 | −2    | 01     |